# Paul Edmondson
Paul Edmondson   (Otley, West Yorkshire, 17 de juliol de 1969), conegut afectuosament com a Fast Eddy, és un pilot d'enduro anglès, una vegada Campió d'Europa i quatre vegades Campió del Món. Ha format part de l'equip britànic als ISDE en nombroses ocasions, havent-hi obtingut la victòria en la categoria de 125 cc quatre vegades.
A 1 de gener de 2009

## Trajectòria esportiva

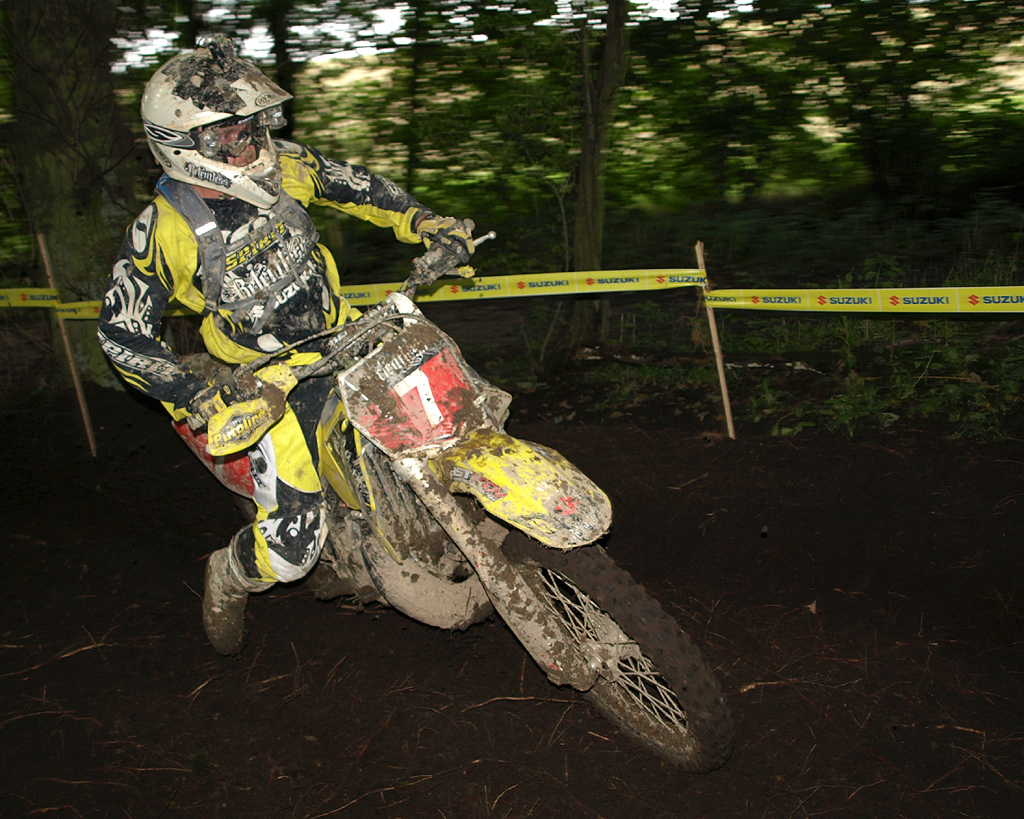
Edmondson en una prova de Cross Country el 2008

Edmondson guanyà el Campionat d'Europa de 125 cc amb KTM el 1989 i repetí l'èxit l'any següent, en què l'antic Campionat d'Europa esdevingué Campionat del Món. El 1993 guanyà el seu segon mundial amb Husqvarna i després canvià a la catalana Gas Gas, marca amb la qual guanyà el mundial de 125 cc el 1994 i el de 250 cc el 1996. Durant la seva època a Gas Gas residí llargues temporades a Catalunya i aprofità per a guanyar el Campionat d'Espanya d'enduro de 1994 a 1996.
Entre el 1997 i el 2001 competí als EUA, disputant entre d'altres el campionat Grand National Cross Country. Ja el 2002 tornà a Europa i reprengué la participació en el Campionat del Món d'enduro, aquesta vegada en 250 cc 4T, acabant-hi subcampió rere Peter Bergvall. El 2004 fou subcampió rere Juha Salminen en categoria E2.

### Retirada
A partir del 2007 es retirà del mundial, però ha seguit competint al Regne Unit, guanyant diversos títols de campió britànic. El 2008 prengué part al GP de Gal·les puntuable per al mundial, i hi acabà quart tots dos dies.

## Palmarès
| Any             | Motocicleta     | Campionat del Món d'enduro | Campionat del Món d'enduro | Campionat del Món d'enduro | Campionat del Món d'enduro | Campionat del Món d'enduro | ISDE 125cc | GNCC Bikes | Altres                           |
| Any             | Motocicleta     | 125cc                      | 250cc                      | E1                         | E2                         | P1                         | ISDE 125cc | GNCC Bikes | Altres                           |
| --------------- | --------------- | -------------------------- | -------------------------- | -------------------------- | -------------------------- | -------------------------- | ---------- | ---------- | -------------------------------- |
| 1989            | KTM             | 1r                         | -                          | -                          | -                          | ?                          | 1r         | -          |                                  |
| 1990            | KTM             | 1r                         | -                          | -                          | -                          | 8                          | 1r         | -          |                                  |
| 1991            | Husqvarna       | 2n                         | -                          | -                          | -                          | 5                          | 1r         | -          |                                  |
| 1992            | Husqvarna       | 3r                         | -                          | -                          | -                          | 3                          |            | -          |                                  |
| 1993            | Husqvarna       | 1r                         | -                          | -                          | -                          | 3                          |            | -          |                                  |
| 1994            | Gas Gas         | 1r                         | -                          | -                          | -                          | 3                          | 1r         | -          | 1r al C. d'Espanya 125cc         |
| 1995            | Gas Gas         | -                          | 4t                         | -                          | -                          | 0                          |            | -          | 1r al C. d'Espanya 250cc+Scratch |
| 1996            | Gas Gas         | -                          | 1r                         | -                          | -                          | 5                          |            | -          | 1r al C. d'Espanya 250cc+Scratch |
| 1997            | ?               |                            |                            |                            |                            |                            |            |            |                                  |
| 1998            | Suzuki          | -                          | -                          | -                          | -                          | ?                          |            | 10è        |                                  |
| 1999            | Suzuki          | -                          | -                          | -                          | -                          | ?                          |            | 5è         |                                  |
| 2000            | Kawasaki        | -                          | -                          | -                          | -                          | ?                          |            | 2n         |                                  |
| 2001            | ?               |                            |                            |                            |                            |                            |            |            |                                  |
| 2002            | Husqvarna       | -                          | 2n                         | -                          | -                          | 1                          |            | -          |                                  |
| 2003            | Yamaha          | 6è                         | -                          | -                          | -                          | 1                          |            | -          |                                  |
| 2004            | Honda           | -                          | -                          | -                          | 2n                         | 2                          |            | -          |                                  |
| 2005            | Honda           | -                          | -                          | 6è                         | -                          | 0                          |            | -          |                                  |
| 2006            | Honda           | -                          | -                          | -                          | 13è                        | 0                          |            | -          |                                  |
| 2007            | Suzuki          | -                          | -                          | -                          | -                          | 2*                         |            | -          | 2n al C. Britànic Absolut        |
| 2008            | Suzuki          | -                          | -                          | -                          | -                          | 1*                         |            | -          | 2n al C. Britànic Absolut        |
| Total victòries | Total victòries |                            |                            |                            |                            | 34                         |            |            |                                  |
| Total títols    | Total títols    | 4                          | 1                          | 0                          | 0                          |                            | 4          | 0          | 3                                |
|                 |                 | 4 mundials + 1 europeu     |                            |                            |                            |                            |            |            |                                  |

Notes
1. ↑  A P1 s'hi compten les victòries aconseguides en Grans Premis puntuables per al Campionat del Món, tret de les assenyalades amb *, que reflecteixen les aconseguides al Campionat Britànic
2. ↑  Fins al 1989 el Campionat era d'Europa, i a partir de 1990 va passar a anomenar-se Campionat del Món